# Eriogonum thompsoniae
Eriogonum thompsoniae är en slideväxtart som beskrevs av S. Wats.. Eriogonum thompsoniae ingår i släktet Eriogonum och familjen slideväxter.

## Underarter
Arten delas in i följande underarter:
- E. t. albiflorum
- E. t. atwoodii